# Retinite
Retinite é a inflamação da retina no olho.